# Misythus bataanensis
Misythus bataanensis är en insektsart som beskrevs av Morgan Hebard 1923. Misythus bataanensis ingår i släktet Misythus och familjen torngräshoppor. Inga underarter finns listade i Catalogue of Life.